# Bateria (wieś)
Bateria (biał. Батарэя; ros. Батарея) – wieś na Białorusi, w obwodzie brzeskim, w rejonie bereskim, w sielsowiecie Międzylesie.
W dwudziestoleciu międzywojennym leżała w Polsce, w województwie poleskim, w powiecie prużańskim.